# Deutsche Schwimmmeisterschaften 1937
Die 52. Deutschen Meisterschaften im Schwimmen fanden im Jahr 1937 statt.
| Disziplin       | Männer         | Männer                          | Männer | Frauen             | Frauen              | Frauen |
| Disziplin       | Name           | Verein                          | Zeit   | Name               | Verein              | Zeit   |
| --------------- | -------------- | ------------------------------- | ------ | ------------------ | ------------------- | ------ |
| 100 m Freistil  | Helmut Fischer | Bremischer SV                   |        | Gisela Arendt      | Nixe Charlottenburg |        |
| 200 m Freistil  | Werner Plath   | Wiking Berlin                   |        |                    |                     |        |
| 400 m Freistil  | Werner Plath   | Wiking Berlin                   |        | Ruth Halbsguth     | Nixe Charlottenburg |        |
| 1500 m Freistil | Heinz Arendt   | Poseidon Berlin                 |        |                    |                     |        |
| 200 m Brust     | Erwin Sietas   | Hamburger Schwimm-Club von 1879 |        | Trude Wollschläger | DSV Duisburg        |        |
| 100 m Rücken    | Heinz Schlauch | Poseidon Gera                   |        | Christel Rupke     | Ohligs 04           |        |